# یواس‌اس لانگپور (ای‌ام‌سی‌یو-۲۸)
یواس‌اس لانگپور (ای‌ام‌سی‌یو-۲۸) (به انگلیسی: USS Longspur (AMCU-28)) یک کشتی بود که طول آن ۱۵۸ فوت ۶ اینچ (۴۸٫۳۱ متر) بود. این کشتی در سال ۱۹۴۴ ساخته شد.